# Arnicastrum guerrerense
Arnicastrum guerrerense (někdy též A. guerrense) z čeledi hvězdnicovité (Asteraceae) je vytrvalá poléhavá bylina se zemními oddenky. Květy jsou žluté. Areál rozšíření této rostliny je v Mexiku a pravděpodobně zasahuje i do jiných zemí, protože zde není považována za endemitní. Byla objevena v roce 1983 a její popis zveřejněn v roce 1986 v časopise Systematic Botany. Rostla v jehličnatém lese (s převažující Pinus hartwegii a jedlí) v nadmořské výšce 3200 m v pohoří Sierra Madre del Sur ve státě Guerrero.

## Ohrožení
V Mexiku je A. guerrerense zapsána na červeném listu se statutem „Pr“ (protección especial). Tedy vyžadující speciální ochranu.